# Jindřiška Bláhová
Jindřiška Bláhová (* 1979 Pelhřimov) je česká filmová kritička, historička, novinářka a pedagožka.

## Profesní život
Narodila se v roce 1979. V roce 2001 absolvovala bakalářský studijní obor Žurnalistika a komunikační studia na Fakultě sociálních studií Univerzity Karlovy v Praze a v roce 2006 tamtéž magisterský obor Mediální studia. V letech 2001–2006 také studovala filmová studia na Filozofické fakultě téže univerzity (FF UK). V roce 2010 získala titul Ph.D. v oboru filmové historie na University of East Anglia v anglickém Norwichi a na FF UK.  Její disertační práce A Tough Job for Donald Duck: Hollywood, Czechoslovakia, and Selling Films behind the Iron Curtain, 1943–1951 získala Bolzanovu cenu FF UK za nejlepší doktorskou práci v oblasti humanitních studií. Jako historička se specializuje na vztahy mezi Hollywoodem a východní Evropou po 2. světové válce, filmovou kulturu v období komunistického režimu a dějiny filmových festivalů. Přednášela na University of East Anglia, Manchester Metropolitan University (2010), Masarykově univerzitě v Brně, na NYU in Prague nebo Filosofické fakultě UK V letech 2014–2021 působila jako odborná asistentka – a od roku 2015 jako zástupkyně vedoucí katedry – na katedře Filmových studií FF UK. Od roku 2023 vede Kabinet teorie a historie audiovize na pražské FAMU.
Jako filmová novinářka prošla Lidovými novinami (2001–2006), Hospodářskými novinami (2011–2013) a od roku 2016 je filmovou redaktorkou týdeníku Respekt. Od roku 2012 vede jako šéfredaktorka prestižní filmový magazín Cinepur. Je expertkou Státního fondu kinematografie, působila ve výběrové komisi Odboru médií a audiovize Ministerstva kultury. V roce 2023 jí vyšla kniha o dějinách Mezinárodního filmového festivalu v Karlových Varech před rokem 1989 Proplétání světů. MFF Karlovy Vary v období studené války (NFA). 
Je členkou FIPRESCI a od roku 2014 členkou výkonného výboru a předsedkyní Sdružení české filmové kritiky.